# Hönsuppfödning

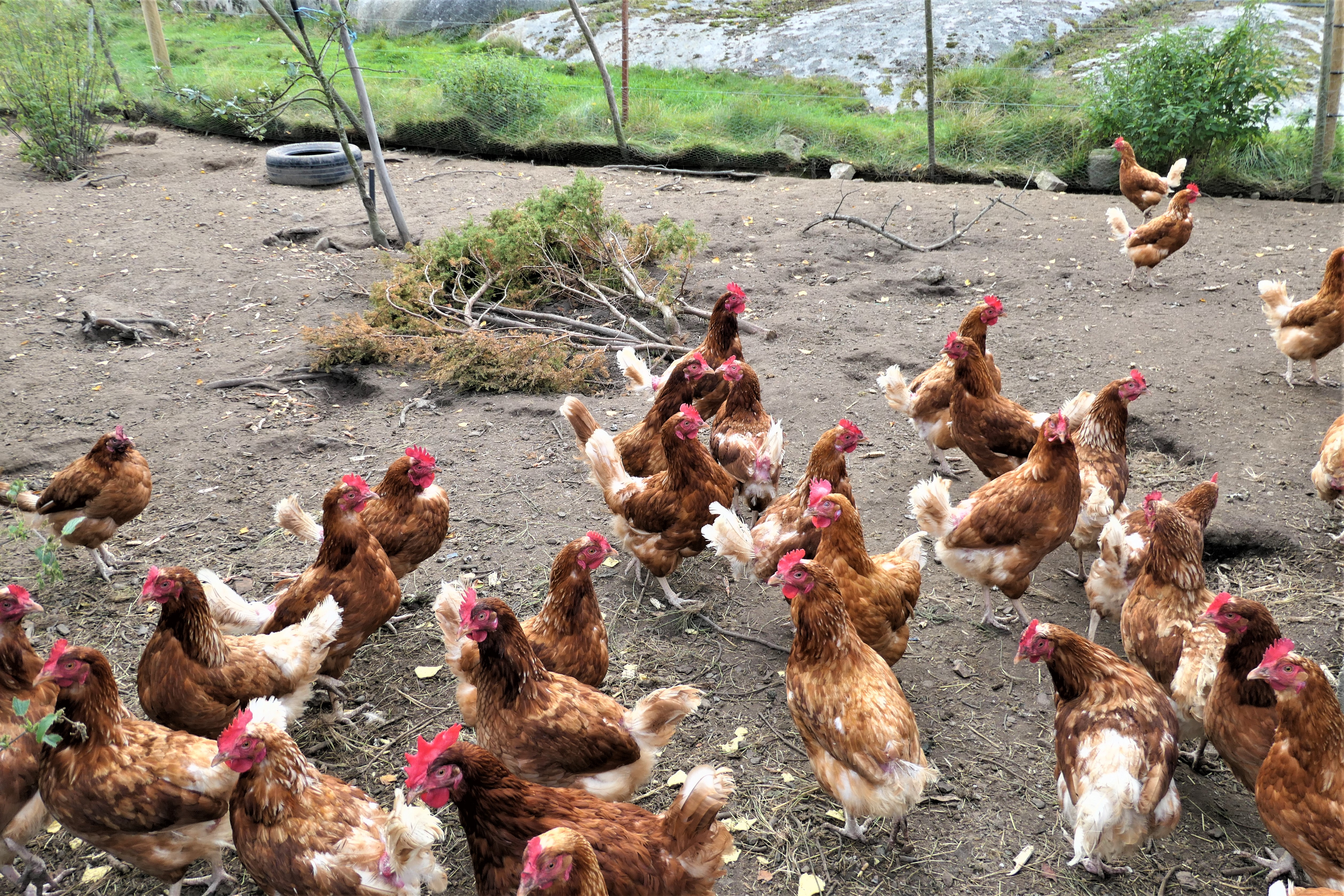
Frigående höns utomhus på Rossö på Orust i Sverige.

Hönsuppfödning innefattar uppfödandet av tamhöns i syftet att utvinna ägg och kött.

## Levnadsförhållande
Inom hönsindustrin föds hönor upp enligt olika krav beroende på vad köttet eller äggen får marknadsföras med. För att få kalla äggen eller köttet ekologiskt måste därmed uppfödaren hantera hönsen enligt de regler som satts för just ekologiska höns. 

## Äggproducerande höns
Sedan 2004 måste alla äggproducenter inom EU redogöra på förpackningen för vilken miljö hönorna vistats i och ursprungslandet. Den första siffran i koden talar om vilket levnadskrav hönan har vistats i. För burhöns inleds koden med siffran 3, för frigående höns inomhus, siffran 2, för frigående höns utomhus, siffran 1 och ekologiska höns, siffran 0.

### Konventionella burhöns

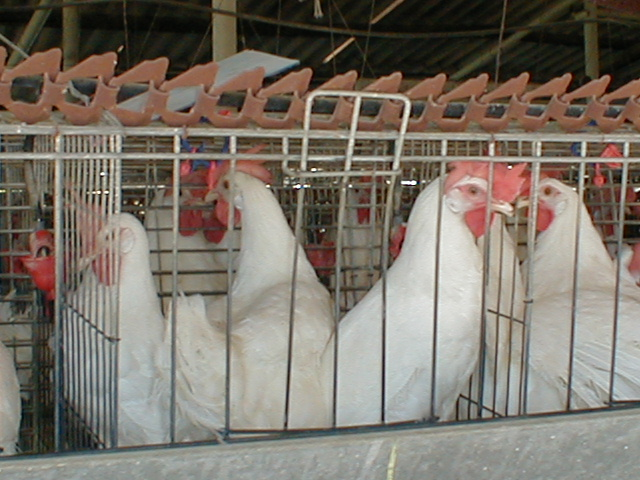
Burhöns i Israel.

Krav på inhysning för hönsen inom Europeiska unionen är att de ska ha tillgång till värprede, ströbad ett visst antal timmar per dygn och sittpinnar. Det får maximalt vara 16 hönor i varje bur. Där en bur inte får vara mindre än 0,2 kvadratmeter och varje höna måste ha en yta på minst 0,06 kvadratmeter. Detta innebär att det går 16 höns per 0,96 kvadratmeter. Dessa krav överensstämmer med svenska djurskyddslagen. En burhöna som föds upp i en konventionell industri lever hela sitt liv i bur med tillgång till sittpinne. Burhönsen ska ha tillgång till ströbad under ett visst antal timmar per dygn. Ägg värpta av konventionella höns märks med siffran 3.

### Frigående höns inomhus
En frigående höna går fritt inomhus. Hönan måste ha tillgång till sittpinnar, vilka är uppbyggda i våningssystem och då den är frigående kan den fritt välja sittplats. Stallet ska rymma maximalt nio hönor får per kvadratmeter. Hönan äter konventionellt foder. Minst en tredjedel av golvytan ska utgöras av ströyta. Ägg värpta av frigående höns inomhus märks med siffran 2.

### Frigående höns utomhus
För frigående höns utomhus gäller samma regler som för frigående höns inomhus förutom att varje höna även måste ha tillgång till fyra kvadratmeter utomhusyta. Ägg värpta av frigående höns utomhus märks med siffran 1.

### Ekologiska höns
En ekologisk höna går likt frigående hönor fritt inomhus och kan fritt välja sin sittplats, som är uppbyggda i våningssystem. Ytan för ekologiska höns är sex hönor per kvadratmeter. Varje stall får ha högst 18 000 höns och varje separerad avdelning får ha högst 3 000 höns. Enligt kraven måste hönsen ha tillgång till dagsljus från fönster året om och vistas utomhus under betesperioden maj till september. Uteytan ska då vara fyra kvadratmeter per höna. Kravet på foder är att hönan enbart ska äta ekologiskt foder, vilket innebär att den till 85% innehåller ekologiskt framställda råvaror som är godkända enligt Kravs regler 2013. Ägg värpta av ekologiska höns märks med siffran 0.

## Köttproducerande höns
Köttproducerande höns, broiler, slaktas vanligen efter 5–7 veckor medan frigående ekologiska höns slaktas efter en ålder på 12–16 veckor.

## Hönsägg

### Produktion och användning

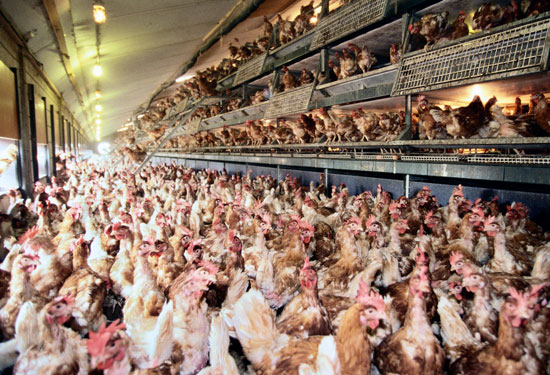
Frigående höns inomhus med flera våningar vid en israelisk hönsfarm.

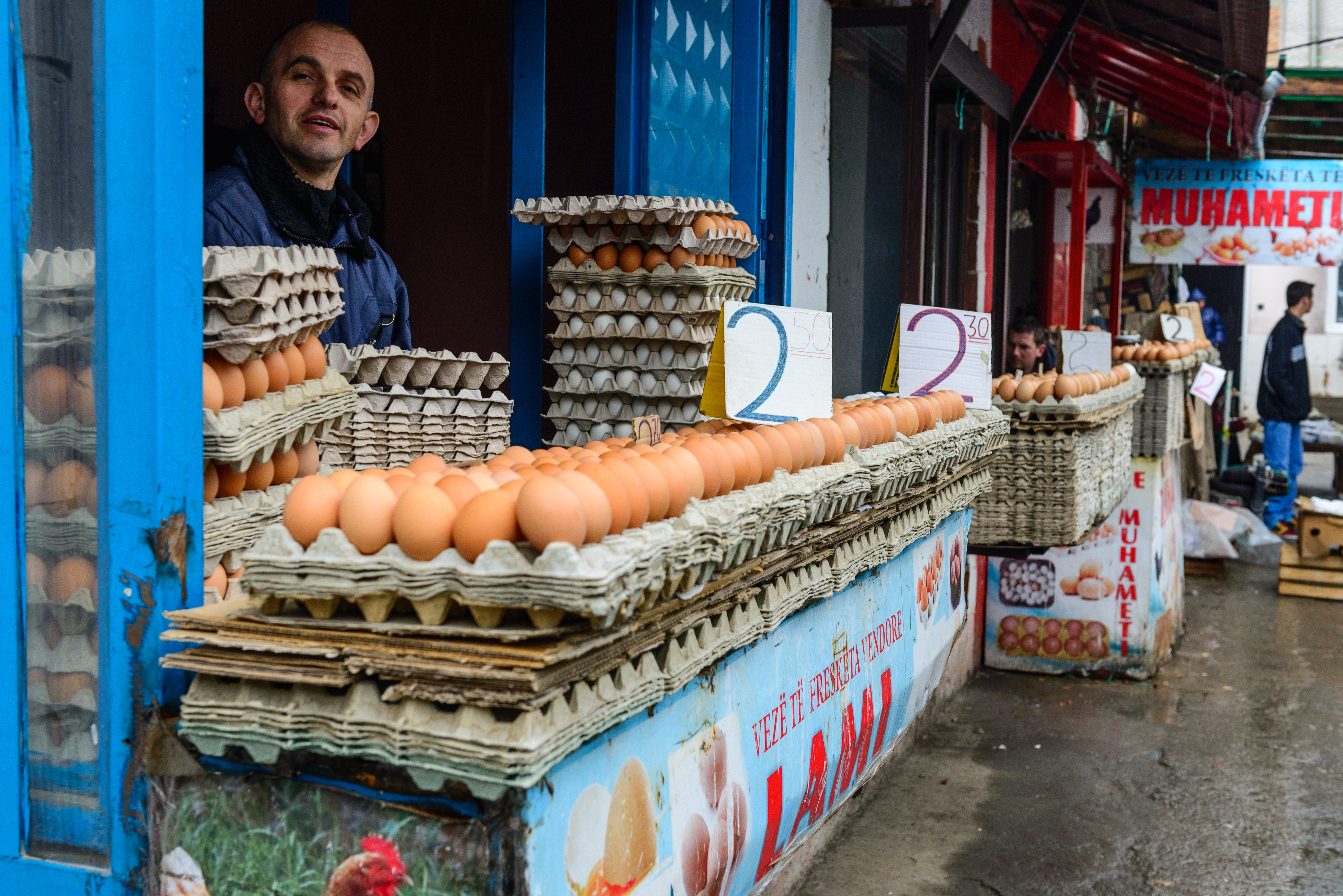
Äggförsäljare i Pristina.

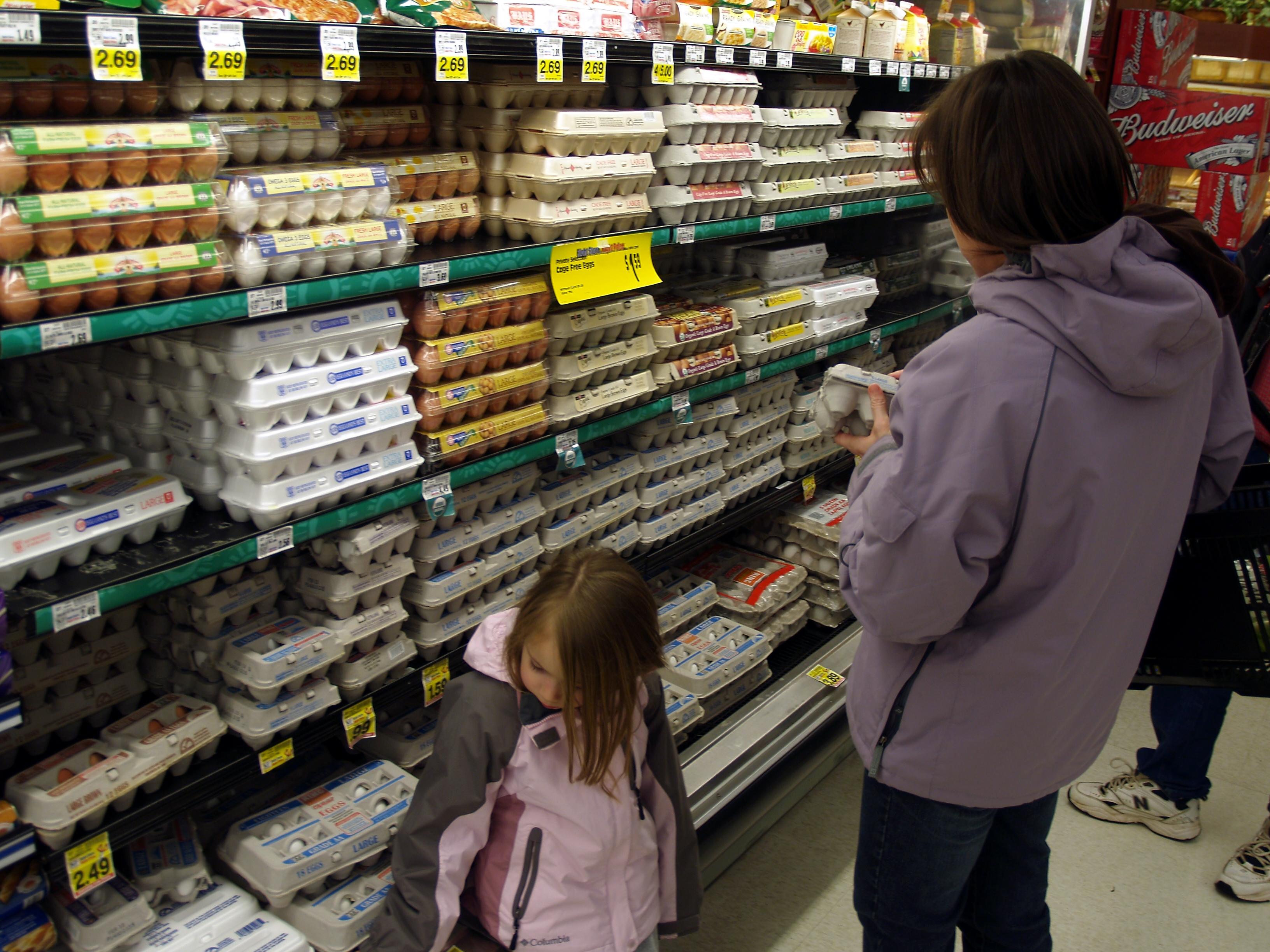
Kyldisk med ägg i en butik.

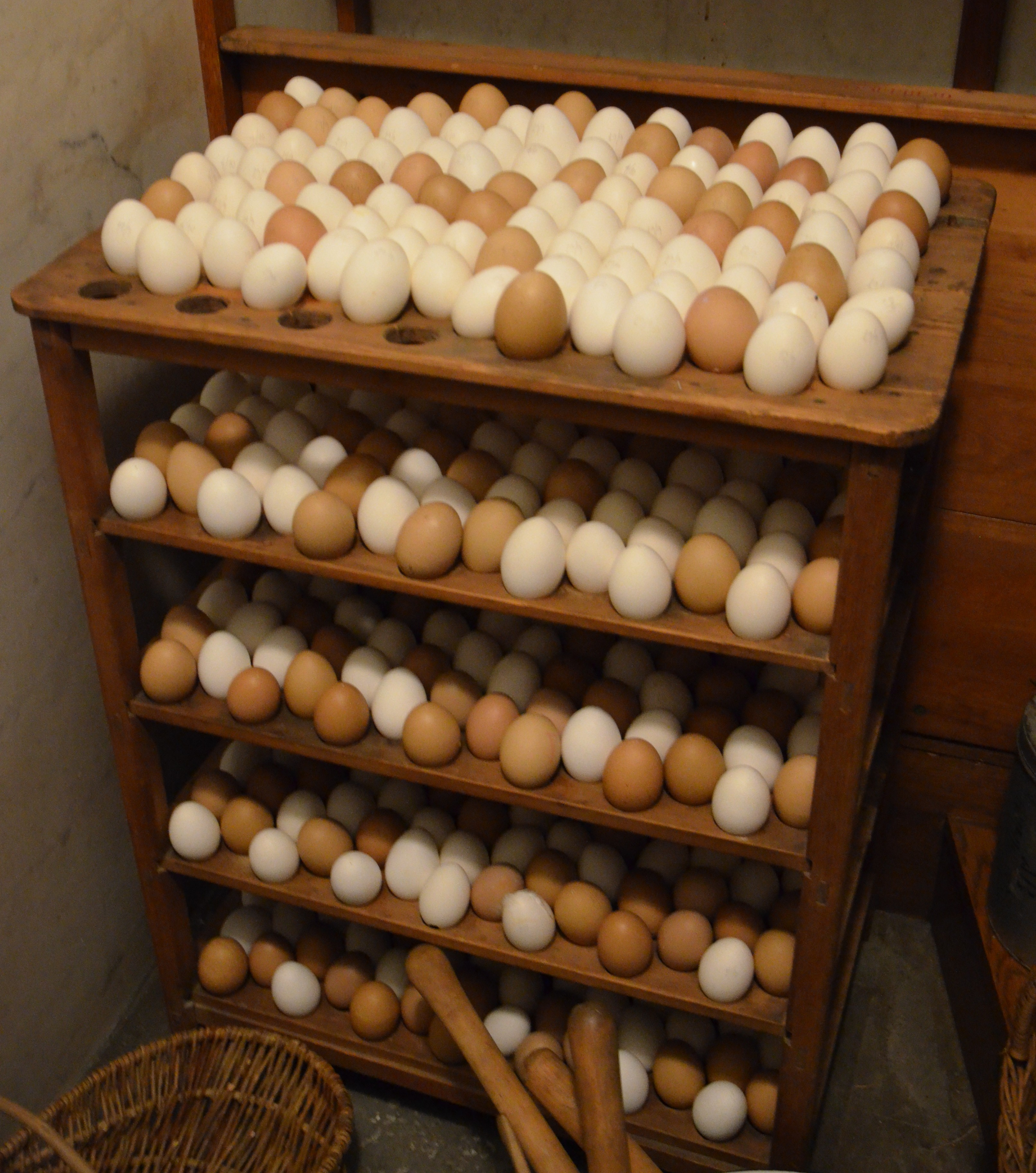
Äggförvaring i ett storhushåll under första hälften av 1900-talet, Halwylska palatset i Stockholm.

I västvärlden är ägg traditionell mat under påsken. Detta hänger ihop med att hönsen, genetiskt och med liten tillgång på foder, hade uppehåll i äggproduktionen under vintern. Produktionen kom igång igen ungefär lagom till fastan, då det dock inte var tillåtet att äta ägg, vilket skapade ett äggöverskott. Dagens avelstammar av höns kan dock lägga ägg året runt.
Idag[när?] produceras ägg för konsumtion i lantbruket. Äggproduktion sträcker sig från småskalig produktion där en bonde har ett hönshus till industriella anläggningar där tusentals höns lägger ägg. 
Ägg som används i matlagning är vanligtvis obefruktade. Sannolikheten för att man ska hitta ett embryo i ett ägg är oerhört liten. Inom industriell burhållning av höns kommer hönorna aldrig i kontakt med en tupp, vilket alltså gör det omöjligt för dessa ägg att befruktas. Däremot skulle ett befruktat ägg kunna slinka igenom den kontroll som sker – med bland annat genomlysning av varje ägg – om det är ägg från frigående höns. I dessa flockar av höns håller hönsfarmare ofta en tupp för att upprätthålla hönsens sociala strukturer. Även om man genomlyser ägget, är det mycket svårt att se om det är befruktat förrän ägget är ca 4–7 dygn gammalt. I ägg som kyls utvecklas normalt inte något embryo. I vissa länder äts dock befruktade ägg med utvecklade foster, se balot.
Hönsägg kan ätas direkt men tillagas ofta som till exempel som äggröra, förlorade ägg, ägg benedict och omelett. Ägg är också en av huvudingredienserna i mjuka kakor, fattiga riddare, våfflor och pannkakor. Äggulor används i ett antal livsmedel som emulgeringsmedel, bland annat i majonnäs.

### Näringsämnen
Ägg, särskilt äggulan, är mycket näringsrika. Gulan består av lättdegraderade fettsyror och står för 80 % av äggets totala energiinnehåll. Därför är den också viktig för kycklingembryots utveckling. Äggets protein finner man både i äggulan och äggvitan, med något större andel i äggvitan. Dessa proteiner är framförallt uppbyggda av många essentiella aminosyror, vilket är anledningen till att många elitidrottare väljer att berika sin kost med äggvitor. 
Ägg från fåglar, särskilt höns, betraktas av många nutritionister som ett nyttigt livsmedel. Äggvita utgör två tredjedelar av massan hos ett hönsägg, och innehåller mycket protein.

### Försäljning och märkning
I försäljningsledet brukar man dela upp hönsäggen i fyra kategorier:
- Klass 3: Ägg från höns i moderna inredda burar – ägg från höns som levt hela sitt liv i bur. I Sverige skall varje höna tillåtas minst 750 cm².[5]
- Klass 2: Ägg från frigående höns inomhus – ägg från höns som går fritt inomhus. I Sverige håller de flesta hönsfarmer sina höns på detta vis.[6]
- Klass 1: Ägg från frigående höns utomhus – ägg från höns som går fritt både inom- och utomhus.[7]
- Klass 0: Ägg från ekologisk produktion – ägg från höns som går fritt både inomhus och ute samt utfodras med ekologiskt foder. I Sverige är beläggningen max sju hönor per kvadratmeter. Dessa ägg skall uppfylla KRAV-märkning.[8]

Äggen sorteras också enligt vikt: små ägg ("S") väger under 53 gram, medelstora ägg ("M") 53–63 gram, stora ägg ("L") 63–73 gram och extra stora ("XL") över 73 gram.

### Förvaring och hållbarhet
Ägg bör förvaras i kylskåp och håller då ofta betydligt längre än bäst före-datumet. För att undvika att de porösa skalen ska dra till sig smakämnen från omgivande mat kan man ha äggen i en äggkartong.
Ägget får lagras hos producent högst en vecka och måste levereras till butik inom 10 dagar. Äggets bäst före-datum får inom EU vara högst 28 dagar efter värpdatum.
Svenska ägg har en faktiskt hållbarhetstid på två till tre månader, under förutsättning att äggen förvaras i kylskåp med den spetsiga delen nedåt. Att skillnaden är så stor i jämförelse med bäst före-datumet, beror bland annat på att man i många europeiska länder förvarar ägg i rumstemperatur.

## Exempel på äggbaserade livsmedel
- Majonnäs – som emulgeringsmedel
- Maränger
- Omelett
- Sockerkaka
- Äggost
- Äggtoddy

## Statistik om äggproduktion
FN:s livsmedels- och jordbruksorganisation (FAO) databas publicerar statistik om äggproduktionen i världen under kategorin Production och underkategorin Livestock Primary. Eurostats databas publicerar statistik om äggproduktionen i Europa under kategorin Agriculture och underkategorin Agricultural products.

### Sverige
På Jordbruksverkets webbplats publiceras månatligen statistik om partihandelns invägning av ägg i Sverige i det statistiska meddelandet om animalieproduktion. Partihandelns invägning av ägg i Sverige har ökat från cirka 25 000 ton under mitten av 1940-talet till cirka 85 000 ton år 2010. Den uppskattade totala produktionen av ägg är dock högre då ägg är ett livsmedel som fortfarande säljs utanför dagligvaruhandeln.
I Sverige äts cirka 222 ägg per person och år.